# Gladovići (Republika Serbska)
Gladovići (cyr. Гладовићи) – wieś w Bośni i Hercegowinie, w Republice Serbskiej, w gminie Srebrenica. W 2013 roku liczyła 60 mieszkańców.